# Giovanna di Monaco
Giovanna di Monaco (nome completo in francese Jeanne Marie; 29 settembre 1596 – 23 novembre 1620) è stata una principessa monegasca.

## Biografia

### Giovinezza ed educazione
Giovanna Maria nacque nel 1596, figlia primogenita del signore Ercole e di Maria Landi. Ebbe un fratello e una sorella minori: Onorato, primo principe sovrano monegasco, e Maria Claudia, monaca.

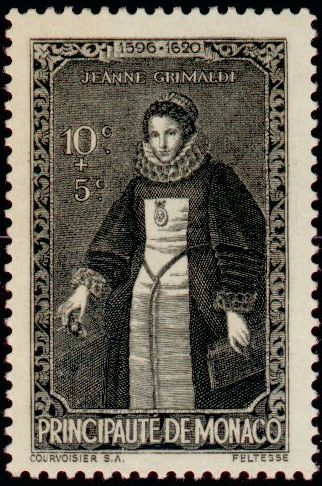
Francobollo con ritratto di Giovanna emesso dal principato di Monaco

Rimase orfana dei genitori molto presto, in quanto la madre morì nel 1599 per complicazioni legate al parto e il padre fu assassinato nel 1604. Quando il fratello, seienne, salì al trono sotto la reggenza dello zio materno filo-spagnolo Federico Landi di Bardi, fu mandata con i fratelli a Milano, governata dagli spagnoli, dopo che vennero nascosti dai servitori domestici. Ciò a causa del clima di tensione della popolazione monegasca, che maltollerava l'influenza spagnola installatasi nel regno di Onorato I.
Della sua istruzione si occupò poi lo zio stesso, che nella veste di tutore dei nipoti ebbe particolare premura nel curare la loro educazione. Giovanna ricevette così una formazione raffinata, rivelandosi una studentessa molto abile, indirizzata a prediligere le discipline artistiche e letterarie.

### Matrimonio
Nel 1612 vennero iniziate le trattative per le nozze di Giovanna e il 10 ottobre 1615 sposò il conte Teodoro Trivulzio. Un anno dopo la cognata Ippolita sposò suo fratello minore Onorato.

### Morte
Giovanna morì di febbri puerperali nel novembre 1620, a 24 anni, dopo aver dato alla luce il suo secondogenito.

## Discendenza
Giovanna Grimaldi e Teodoro Trivulzio ebbero  due figli, una femmina e un maschio:
- Ottavia (29 settembre 1618[11]-?), sposò Tolomeo II Gallio, IV duca di Alvito e con lui ebbe tre figli, una femmina e due maschi:
  - Giustina (29 ottobre 1644-21 luglio 1679), sposò nel 1666 Gregorio Boncompagni, V duca di Sora;
  - Francesco (13 gennaio 1648[12]-6 maggio 1702[13]), divenne V duca di Alvito e sposò Maria Alfonsa Diaz Pimienta;
  - Antonio Teodoro Gaetano Gallio Trivulzio (1658-1705), fu IV principe della Val Mesolcina e sposò Lucrezia Borromeo.
- Ercole Teodoro (18 novembre 1620[14]-1664) sposò Orsina Sforza di Caravaggio (1622-1654) e con lei ebbe cinque figli, quattro femmine e un maschio:
  - Giovanna (1648-?);
  - Antonio Teodoro (1649-1678), fu il III principe di Musocco e sposò Maria Josefa Teresa de Guevara;
  - Maria Agata Dorotea (1650-1730), sposò il duca Giuseppe Serra di Cassano;
  - Caterina (1651-1724), sposò il principe Giuseppe Antonio Ayerbe d'Aragona di Cassano;
  - Dejanira (1654-?).

## Titoli e trattamento
- 10 ottobre 1615 - 1620: Contessa di Melzo

## Ascendenza
|                                             |                |                             | Genitori                     |  |  | Nonni |  |  | Bisnonni            |  |  | Trisnonni          |  |
|                                             |                |                             |                              |  |  |       |  |  | Luciano I di Monaco |  |  | Lamberto di Monaco |  |
|                                             |                |                             |                              |  |  |       |  |  | Luciano I di Monaco |  |  | Lamberto di Monaco |  |
|                                             |                | Claudina di Monaco          |                              |  |  |       |  |  | Luciano I di Monaco |  |  |                    |  |
| Onorato I di Monaco                         |                |                             |                              |  |  |       |  |  | Luciano I di Monaco |  |  |                    |  |
|                                             |                | Jeanne de Pontevès-Cabanes  | Tanneguy de Pontevès-Cabanes |  |  |       |  |  |                     |  |  |                    |  |
|                                             |                | Jeanne de Pontevès-Cabanes  | Tanneguy de Pontevès-Cabanes |  |  |       |  |  |                     |  |  |                    |  |
|                                             |                | Jeanne de Pontevès-Cabanes  | Jeanne de Villeneuve         |  |  |       |  |  |                     |  |  |                    |  |
| Ercole di Monaco                            |                | Jeanne de Pontevès-Cabanes  |                              |  |  |       |  |  |                     |  |  |                    |  |
|                                             |                | Giovanni Battista Grimaldi  | Giorgio Grimaldi             |  |  |       |  |  |                     |  |  |                    |  |
|                                             |                | Giovanni Battista Grimaldi  | Giorgio Grimaldi             |  |  |       |  |  |                     |  |  |                    |  |
|                                             |                | Giovanni Battista Grimaldi  | Isabella Fieschi             |  |  |       |  |  |                     |  |  |                    |  |
| Isabella Grimaldi                           |                | Giovanni Battista Grimaldi  |                              |  |  |       |  |  |                     |  |  |                    |  |
|                                             |                | Maddalena Pallavicini       | Agostino Pallavicini         |  |  |       |  |  |                     |  |  |                    |  |
|                                             |                | Maddalena Pallavicini       | Agostino Pallavicini         |  |  |       |  |  |                     |  |  |                    |  |
|                                             |                | Maddalena Pallavicini       | Napoletana                   |  |  |       |  |  |                     |  |  |                    |  |
| Giovanna di Monaco                          |                | Maddalena Pallavicini       |                              |  |  |       |  |  |                     |  |  |                    |  |
|                                             | Agostino Landi | Marco Antonio Landi         |                              |  |  |       |  |  |                     |  |  |                    |  |
|                                             | Agostino Landi | Marco Antonio Landi         |                              |  |  |       |  |  |                     |  |  |                    |  |
|                                             | Agostino Landi | Costranza Fregoso           |                              |  |  |       |  |  |                     |  |  |                    |  |
| Claudio Landi                               | Agostino Landi |                             |                              |  |  |       |  |  |                     |  |  |                    |  |
|                                             |                | Giulia Landi                | Manfredo Landi               |  |  |       |  |  |                     |  |  |                    |  |
|                                             |                | Giulia Landi                | Manfredo Landi               |  |  |       |  |  |                     |  |  |                    |  |
|                                             |                | Giulia Landi                | Caterina Visconti Borromeo   |  |  |       |  |  |                     |  |  |                    |  |
| Maria Landi                                 |                | Giulia Landi                |                              |  |  |       |  |  |                     |  |  |                    |  |
|                                             |                | Alvaro Fernández de Córdoba | Diego Férnandez de Córdoba   |  |  |       |  |  |                     |  |  |                    |  |
|                                             |                | Alvaro Fernández de Córdoba | Diego Férnandez de Córdoba   |  |  |       |  |  |                     |  |  |                    |  |
|                                             |                | Alvaro Fernández de Córdoba | Francisca de Zuniga          |  |  |       |  |  |                     |  |  |                    |  |
| Juana Fernández de Córdoba y Milà de Aragón |                | Alvaro Fernández de Córdoba |                              |  |  |       |  |  |                     |  |  |                    |  |
|                                             |                | Maria Manoel                | Nuno Manoel                  |  |  |       |  |  |                     |  |  |                    |  |
|                                             |                | Maria Manoel                | Nuno Manoel                  |  |  |       |  |  |                     |  |  |                    |  |
|                                             |                | Maria Manoel                | Leonor de Mila y Aragón      |  |  |       |  |  |                     |  |  |                    |  |
|                                             |                | Maria Manoel                |                              |  |  |       |  |  |                     |  |  |                    |  |